# Caragana purdomii
Caragana purdomii är en ärtväxtart som beskrevs av Alfred Rehder. Caragana purdomii ingår i släktet karaganer, och familjen ärtväxter. Inga underarter finns listade i Catalogue of Life.